# Camellia oleifera
Camellia oleifera là một loài thực vật có hoa trong họ Theaceae. Loài này được Abel mô tả khoa học đầu tiên năm 1818.